# Eucalyptus bridgesiana
Eucalyptus bridgesiana é uma árvore de porte médio a grande. Possui casca áspera e fibrosa no tronco e nos galhos maiores, casca lisa e cinzenta na parte superior, folhas adultas lanceoladas e verdes brilhantes, botões florais em grupos de sete, flores brancas e frutos hemisféricos.

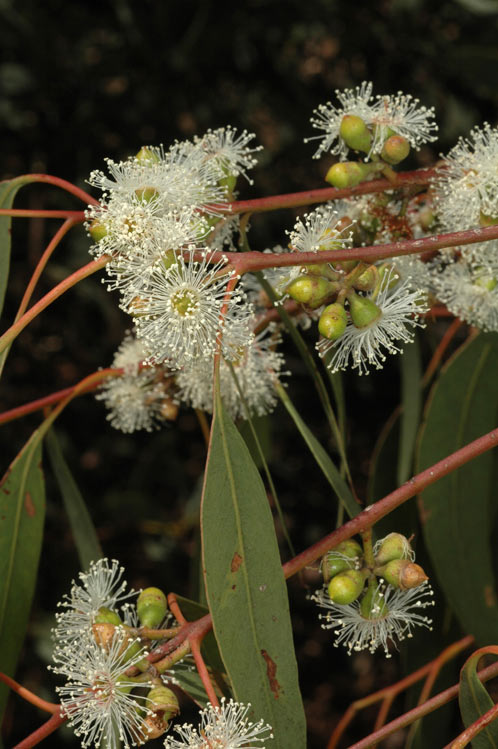
flores e botões

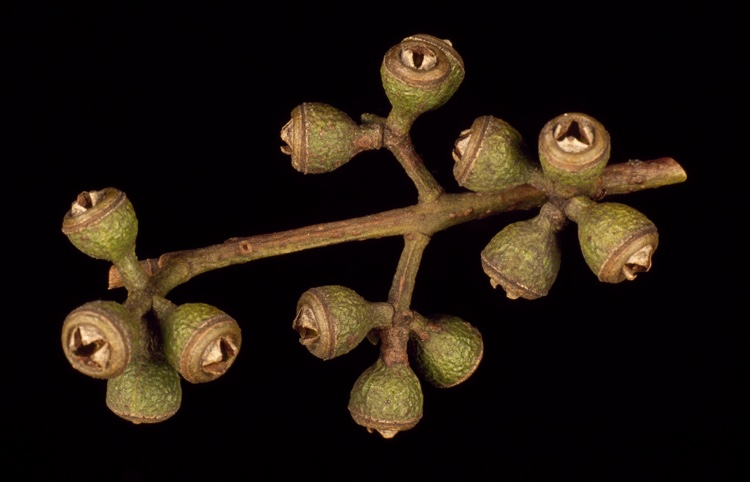
fruta

## Descrição
E. bridgesiana é uma árvore que normalmente cresce até uma altura de 20 a 25 m e forma um lignotúber. Possui casca áspera, fibrosa, manchada de cinza e branco, às vezes tessalada no tronco e nos galhos maiores, com casca áspera, cinza e fibrosa em seu tronco e galhos maiores. Galhos mais finos têm casca lisa e cinzenta com manchas esbranquiçadas, que se desprendem em fitas curtas.
Plantas jovens e rebentos de cepa têm folhas sésseis, ovadas, em forma de coração ou quase redondas, dispostas em pares opostos, com 25-100 mm de comprimento, 20-80 mm de largura, com bordas onduladas e cobertas por uma fina camada branca pulverulenta. As folhas adultas são lanceoladas, do mesmo verde brilhante em ambos os lados, com 120-200 mm de comprimento e 15-25 mm de largura, sobre um pecíolo de 12-35 mm de comprimento. Os botões florais são dispostos em grupos de sete em um pedúnculo de até 15 mm de comprimento, os botões individuais em um pedicelo de 1-5 mm de comprimento.
Os botões maduros são normalmente ovais, com 5-8 mm de comprimento e 3-5 mm de largura, com um opérculo cônico a rostrado. A floração ocorre de fevereiro a março e as flores são brancas. O fruto é uma cápsula lenhosa, hemisférica, com 3-7 mm de comprimento e 4-8 mm de largura, com as três valvas estendendo-se acima da borda.

## Taxonomia e nomenclatura
Eucalyptus bridgesiana foi formalmente descrito pela primeira vez em 1898 por Richard Thomas Baker [en] e a descrição foi publicada nos Proceedings of the Linnean Society of New South Wales [en]. O epíteto específico (bridgesiana) homenageia Frederick Bridges [en] (1840-1904) por sua "promoção da aplicação da ciência econômica aos nossos produtos vegetais indígenas".

## Distribuição e habitat
E. bridgesiana cresce em bosques abertos e florestas e é amplamente distribuída desde perto de Stanthorpe [en], em Queensland, e para o sul através das encostas e cordilheiras de Nova Gales do Sul e do leste de Vitória.
O subúrbio de Sydney, Tallawong [en], em Nova Gales do Sul, leva o nome da palavra Dharug para apple box, nome comumente dado a E. bridgesiana em inglês.

## Usos
A madeira de E. bridgesiana é mais macia que a de outros eucaliptos e é considerada de baixa qualidade para lenha ou madeira de construção. No entanto, o mel produzido pelas abelhas que se alimentam das pequenas flores brancas da árvore é de alta qualidade.